# Mare de Déu del Carme de Periques
Mare de Déu del Carme de Periques és una església del municipi de Puig-reig (Berguedà) inclosa en l'Inventari del Patrimoni Arquitectònic de Catalunya.

## Descripció
L'església era inicialment un edifici de tres naus capçades per tres absis semicirculars, el central més alt i ample que els laterals, dibuixant una planta basilical característica del primer romànic. L'edifici va enderrocar-se en època moderna i quedà transformat en una simple capella d'una sola i petita nau amb l'absis semicircular central i la porta al peu del mur de ponent.
L'estiu de l'any 1990 es realitzaren unes excavacions arqueològiques que determinaren la planta basilical i que han recuperat les primeres filades dels absis laterals ensems que es va trobar una petita necròpolis i unes sitges.

## Història
Des de l'any 1026 es tenen notícies d'aquesta església, aleshores era advocada a Sant Julià de Puig-reig. Fou seu d'una petita comunitat benedictina que va obtenir la protecció dels vescomtes del Berguedà però que no s'allargà després dels primers anys del segle xii. Aleshores l'església esdevingué parroquial. L'any 1247 el bisbe d'Urgell va cedir el patrimoni de l'antiga comunitat de Sant Julià a Pere de Berga.
A finals del segle xiii els Templers iniciaren la construcció d'una granja-convent en aquest indret, que seria la seu de la Comanda de Puig-reig. La dissolució de l'orde, a inicis del segle xiv, va impedir que la construcció es pogués acabar totalment i funcionés com a centre agrícola i ramader. Aleshores va passar al domini dels Hospitalers i fou residència temporal dels membres de l'orde. Al segle xvii, ja funcionava com a masia. En època moderna es construí la capella actual, aprofitant vestigis de l'església romànica, i se'n va mantenir l'advocació.
Fins al segle xiv va ser coneguda amb el nom de Sant Julià de Puig-reig o de la Garriga i en època moderna es mantingué l'advocació, fins que a començaments del segle xx, es dedicà a la Mare de Déu del Carme.